# Trastorno de la conducta alimentaria no especificado
El trastorno de la conducta alimentaria no especificado es una alteración de la conducta alimentaria que no cumple los criterios para ser diagnosticado como anorexia nerviosa, ni tampoco como bulimia nerviosa. A veces se usa el acrónimo EDNOS, que procede de la expresión inglesa Eating Disorder not Otherwise Specified. Este diagnóstico está incluido en la última edición del Manual diagnóstico y estadístico de los trastornos mentales (DSM-IV).
Esta categoría se usa frecuentemente para incluir aquellos pacientes que cumplen la mayoría, pero no todos, los requisitos para ser diagnosticados de anorexia nerviosa o bulimia nerviosa. Por ejemplo una mujer que tiene los síntomas de anorexia nerviosa, pero cuyos ciclos menstruales son normales y regulares.

## Criterios diagnósticos
Los criterios diagnósticos establecidos para realizar el diagnóstico de EDNOS deben corresponder a uno de los siguientes apartados:
- Mujeres que cumplen todos los requisitos para poder ser diagnosticadas de anorexia nerviosa, excepto que presentan menstruaciones regulares.[2]
- Se cumplen todos los criterios establecidos para el diagnóstico de anorexia nerviosa, excepto el peso, que se encuentra dentro de límites considerados normales.[2]
- Cumple los criterios de bulimia nerviosa excepto por el hecho de que la frecuencia de los atracones y otras conductas alimentarias no adecuadas ocurren con menor frecuencia de dos veces por semana o se han prolongado menos de tres meses.[2]
- Empleo frecuente de conductas alimentarias no adecuadas después de la ingesta de pequeñas cantidades de alimentos en una persona de peso normal.  Por ejemplo provocarse el vómito después de tomar un trozo de chocolate.[2]
- Masticar la comida y después expulsarla sin tragarla o tragando cantidades muy pequeñas.[2]
- Comilonas recurrentes sin que existan las acciones compensatorias características de la bulimia nerviosa.[2]